# David of Bernham
David of Bernham (auch de Bernham; † 26. April 1253 in Nenthorn) war ein schottischer Geistlicher und Minister. Von etwa 1235 bis etwa 1240 war er königlicher Chamberlain. Ab 1239 war er Bischof von St Andrews.

## Herkunft und Aufstieg als Geistlicher
David of Bernham entstammte einer prominenten bürgerlichen Familie aus Berwick, das im 13. Jahrhundert zur wichtigsten Handelsniederlassung von Schottland wurde. Er hatte zwei Brüder, Robert of Bernam und Roger. Seine Vorfahren waren vermutlich aus England nach Berwick gezogen. Bernham studierte an einer unbekannten Universität und erlangte vor 1225 einen Abschluss als Magister. Wer sein Studium gefördert hatte, ist unbekannt, doch um 1224 trat er als Kleriker in den Haushalt von Bischof William Malveisin von St Andrews ein. Vor 1238 verschaffte William of Bondington, der zugleich königlicher Kanzler und Bischof von Glasgow war, ihm eine erste Pfründe, indem er ihn zum Präzentor der Kathedrale von Glasgow ernannte. Dazu wurde er Vikar von Haddington. Allerdings war er bislang nur zum Subdiakon geweiht worden.

## Dienst als Chamberlain und Wahl zum Bischof
Vermutlich 1235 ernannte König Alexander II. Bernham zu seinem Chamberlain. Damit war er vor 1306 der einzige Kleriker in diesem Amt. Der Grund für die Ernennung von Bernham war vermutlich, weil der König seine Schwester Marjorie verheiraten wollte. Um die Mitgift aufbringen zu können, suchte er die Unterstützung von Bernhams Bruder Robert, der Kaufmann und der erste Bürgermeister des zur Stadt erhobenen Berwick war. 1235 zahlten Robert de Bernham und andere reiche Kaufleute aus Berwick dem König eine stattliche Summe. Im Gegenzug gewährte der König der Stadt Privilegien und versprach vermutlich auch, das David de Bernham Nachfolger von William Malveisin als Bischof des Bistums St Andrews werden sollte. Nach dem Tod von Bischof Malveisin wählte das Kathedralkapitel von St Andrews jedoch Bischof Geoffrey von Dunkeld zum neuen Bischof des reichen Bistums St Andrews. Da die schottischen Bistümer direkt der Kurie unterstellt waren, musste die Wahl eines neuen Bischofs vom Papst bestätigt werden. Wahrscheinlich auf Betreiben des schottischen Königs lehnte Papst Gregor IX. die Wahl von Geoffrey ab. Normalerweise hatte der Papst in diesem Fall das Recht, selbst einen Bischof zu ernennen, doch er gewährte dem Kapitel von St Andrews das Recht, eine Neuwahl durchzuführen. Daraufhin wählte das Kapitel am 3. Juni 1239 den königlichen Kandidaten Bernham. Der Papst bestätigte am 1. Oktober die Wahl, und am 22. Januar 1240 wurde Bernham von Bischof William of Bondington und zwei weiteren schottischen Bischöfen zum Bischof geweiht. Um diese Zeit legte er das Amt des Chamberlain nieder. Bernahm war nach Fothad, der Ende des 11. Jahrhunderts Bischof von St Andrews war, der erste gebürtige Schotte in diesem Amt.

## Bischof von St Andrews

### Umsetzung von kirchlichen Reformen
Bernham nahm seine Aufgaben als Bischof ernst und widmete sich vor allem der Verwaltung seines Bistums. Angeregt durch ein Konzil, das der päpstliche Legat Oddone di Tonengo im Oktober 1239 für die schottische Kirche in Holyrood Abbey in Edinburgh abgehalten hatte, versuchte Bernham, geistliche Reformen umzusetzen. Nach den kirchlichen Regeln sollten alle bestehenden Kirchen innerhalb von zwei Jahren einem Patrozinium gewidmet werden. Im Bistum St Andrews gab es zu seiner Zeit etwa 300 Kirchen. Zwischen dem 6. Mai 1240 und dem 24. August 1249 führte Bernham etwa 140 Widmungen von Kirchen durch, wobei bereits 110 Widmungen vor Oktober 1244 erfolgten. Bei einigen Kirchen führte er zuvor Visitationen durch und überprüfte, ob die Standards an Gewändern, Büchern, Leuchten und einem Taufstein eingehalten wurden.
Im Mai 1242 hielt er in Musselburgh eine Synode für das Gebiet des Archidiakonats Lothian ab, während der etwa 30 neue geistliche Statuten verkündet wurden. Diese Regeln befassten sich mit Disziplin, Barmherzigkeit, dem Verbot von Priesterehe und Konkubinat sowie anderen Themen. Mit Sicherheit hielt Bernham auch eine Synode für den anderen Teil seines Bistums ab, von der aber nicht bekannt ist, wo und wann sie stattgefunden hat. Bereits im Juli 1242 fand in Perth, also im Gebiet des Bistums St Andrews, das zweite bekannte Provinzialkonzil der schottischen Kirche statt, während dem vermutlich weitere Regeln beschlossen wurden. Am 2. Juni 1248 hielt Bernham in Perth eine weitere Diözesansynode ab, von deren Inhalt aber kaum etwas bekannt ist.
Ob die Regeln und Reformen, die auf diesen kirchlichen Versammlungen verkündet wurden, in der Praxis auch umgesetzt wurden, kann nicht ermittelt werden. Dennoch ist klar, dass Bernham ernsthaft kirchliche Reformen anstrebte. Zu den Neuerungen gehörte unter anderem die Residenzpflicht der Priester, die Versorgung der Vikare, die wie die Kapläne zum Priester geweiht werden mussten, das Bestreben, das Geistliche keine weltlichen Ämter übernehmen sollten, das Verhängen von schweren Kirchenstrafen sowie die Verpflichtung der Archidiakone, in den Pfarreien ihres Archidiakonats jährlichen Visitationen durchzuführen. Die vielleicht bedeutendste neue Regel im Bistum St Andrews betraf die Versorgung der Vikare, die bereits durch Beschlüsse des Vierten Laterankonzils 1215 gefordert wurde. Im Bistum St Andrews sollten die Vikare die bescheidene Summe von mindestens 10 Merks jährlich erhalten. Diese Regel wurde offenbar auch in allen anderen schottischen Bistümern eingeführt und mit Ausnahme von einigen armen und abgelegenen Regionen auch umgesetzt.

### Förderung der Kanonisation von Königin Margarete
Ein Jahr nach seiner Weihe zum Bischof wollte Bernham zusammen mit Bischof Bondington an dem Konzil teilnehmen, das Papst Gregor IX. nach Rom einberufen hatte, das aber nach Angriffen von Kaiser Friedrich II. auf einige Prälaten abgesagt wurde. 1245 nahm er aber am Ersten Konzil von Lyon teil und besiegelte am 17. Juli 1245 mit das Abschlusscommunique. Bei seinem Aufenthalt in Lyon setzte er sich bei Papst Innozenz IV. für die Kanonisation der früheren schottischen Königin Margarete ein, deren Verehrung von den Königen Wilhelm I. und Alexander II. gefördert worden war. Tatsächlich wurde Margarete um 1249 heiliggesprochen. Am 19. Juni 1250 wurden die Reliquien der Heiligen feierlich von Bernham und sechs weiteren Bischöfen in Anwesenheit von König Alexander III. und dessen Mutter in die Abteikirche von Dunfermline überführt.
Vermutlich in dieser Zeit protestierten Bernham und die anderen sechs Bischöfe gegen die Verletzungen von kirchlichen Rechten durch den Regentschaftsrat, der für den minderjährigen König die Regierung führte. Konkreter Anlass für diesen Protest war vermutlich ein Streit um Privilegien des Kathedralpriorats von St Andrews, wobei vermutlich auch anderswo Rechte verletzt worden waren. Es gibt Anzeichen, dass der Regentschaftsrat die großzügigen Bestimmungen für Gerichtsbarkeit nach dem kanonischen Recht missbrauchte. Die Bischöfe verfassten unter Bernhams Führung einen Beschwerdebrief an den Papst. Daraufhin ordnete Papsts Innozenz IV. am 31. Mai 1251 eine Untersuchung der Privilegien der schottischen Kirche an, was aber wahrscheinlich zu keinen konkreten Maßnahmen führte.

### Politische Tätigkeit
Als Bischof betätigte sich Bernham kaum politisch. 1244 bezeugte er den Vertrag von Newcastle. Scone, der traditionelle Ort, wo die schottischen Könige inthronisiert wurden, lag im Gebiet des Bistums St Andrews. Allein schon deshalb nahm Bernham am 13. Juli 1249 an der Inthronisation von König Alexander III. teil. Dabei beanspruchte Alan Durward, der bislang politisch führende Baron, das Recht, den minderjährigen König zum Ritter zu schlagen. Nach dem Protest von Walter Comyn und anderen Magnaten übernahm Bernham diese Aufgabe und schlug den König zum Ritter. Bernham unterstützte aber nicht weiter Comyn, der die von Durward geführte Regierung Weihnachten 1251 stürzte. Er starb 1253 in Nenthorn in Berwickshirew und wurde in Kelso Abbey beigesetzt.

## Nachwirkung
Trotz seiner Reformbemühungen wird Bernham von den Chronisten nicht nur positiv beurteilt, wobei die Chronisten meistens parteiisch schrieben und es selten Berichte aus verschiedenen Sichtweisen gibt. Die Kanoniker der Kathedrale von St Andrews beschuldigten ihn der Erpressung, und mit Sicherheit förderte Bernham Stift von St Mary in St Andrews, das mit dem Kathedralpriorat um die Einkünfte der Kathedrale konkurrierte. Bernham widersetzte sich auch mehrfach Anordnungen der Päpste, die Pfründe und damit Einkünfte in Schottland an italienische Geistliche vergeben wollten. Wie fast alle mittelalterlichen Geistlichen war Bernham auf die Wahrung seiner Rechte bedacht, doch offensichtlich er war ein herausragender Vertreter der reformorientierten Geistlichen, die sich für gut ausgebildete Geistliche in gut ausgestatteten Pfarrkirchen einsetzten.
Obwohl Bernham selbst die Residenzpflicht für Geistliche forderte, war er bereit, die Einkünfte der Pfarrei von Inchture nicht für die Geistlichen vor Ort zu verwenden. Mit den Einkünften aus der Pfarrei, für das wahrscheinlich das Kathedralpriorat das Patronatsrecht hatte, finanzierte Bernham das Studium seines Neffen finanzieren. Von diesem Neffen ist nur W., der Anfangsbuchstabe seines Namens bekannt, doch er hieß vermutlich William und konnte durch die Förderung seines Onkels in Paris und Oxford studieren.